# Lijst van astronomische catalogi
Astronomische catalogi zijn lijsten of opsommingen van hemellichamen die vaak gegroepeerd zijn volgens gemeenschappelijke kenmerken.

## 0-9
- 2MASS — Two Micron All Sky Survey (gemengde nabij-infrarood catalogus)

## A
- Abell — Abell-catalogus (catalogus van clusters van sterrenstelsels)
- Arp — Atlas of Peculiar Galaxies (catalogus van peculiaire sterrenstelsels)

## B
- Ba — Barnard catalogus (catalogus van absorptienevels)
- BAY Bayer-aanduiding (Uranometria)
- BD — Bonner Durchmusterung (stercatalogus)

## C
- C — Caldwell catalogus (en; gemengde catalogus voor amateurs)
- CGCG — Catalogue of Galaxies and Clusters of Galaxies (catalogus van sterrenstelsels en clusters van sterrenstelsels)
- CPD — Cape Photographic Durchmusterung (stercatalogus)

## E
- ESO — Europese Zuidelijke Sterrenwacht catalogus (van het ESO)

## F
- FLM — Flamsteed-aanduiding

## G
- GCVS — General Catalogue of Variable Stars (catalogus van veranderlijke sterren)
- GI / GJ — Gliese-catalogus (stercatalogus)
- GSC — Guide Star Catalog (stercatalogus)

## H
- HD — Henry Draper Catalogue
- HR — Bright Star Catalogue (Harvard Revised Catalogue)

## I
- IC — Indexcatalogus

## K
- KUG — Kiso Ultraviolet Galaxy Catalogue

## L
- LBN — Lynds' Catalogue of Bright Nebulae
- LDN — Lynds' Catalogue of Dark Nebulae

## M
- M — Lijst van Messierobjecten (Messierobject)
- MCG — Morphological Catalogue of Galaxies

## N
- NGC — New General Catalogue

## P
- PGC — Principal Galaxies Catalogue

## R
- RNGC — Revised NGC
- RIC — Revised Index Catalogue

## S
- SAO — Smithsonian Astrophysical Observatory Star Catalog
- Stercatalogus

## U
- UGC — Uppsala General Catalogue of Galaxies
- Uranometria (zie BAY)
- USNO — United States Naval Observatory

## V
- VCC — Virgo Cluster Catalogue
- VV — Atlas and Catalogue of interacting galaxies